# Don't you worry 'bout a thing
Don't you worry 'bout a thing is een lied geschreven door Stevie Wonder. Stevie Wonder bezingt dat hij zijn vriend(in) als die in problemen komt altijd zal steunen. Het nummer begint echter met een intro in halfspaans, waarin iemand zich interessanter voordoet dan hij is, hij zou wereldreiziger zijn. Een kleine lijst aan artiesten zong ook het lied. Zo zijn er uitvoeringen bekend van John Legend en bijvoorbeeld The Anita Kerr Singers. Nederland en België zijn ook vertegenwoordigd in die lijst met Anita Meijer (2001), Günther Neefs (2008) en Trijntje Oosterhuis. Binnen de jazzwereld was er een uitvoering van Roy Ayers (1974) en Incognito (1992).

## Stevie Wonder
Don't you worry 'bout a thing is een single van Stevie Wonder. Het is afkomstig van zijn album Innervisions. Wonder stond met 71 liedjes in de diverse Amerikaanse hitparades en dit is er een van.

### Hitnotering
Don’t you worry 'bout a thing stond vijftien weken in de Billboard Hot 100 en haalde daarin de zestiende plaats. De single ging aan de UK Singles Chart voorbij. In Nederland was het een klein hitje. Wonder haalde de Belgische BRT Top 30 en Vlaamse Ultratop 30 niet.

#### Nederlandse Top 40
| Positie: | 28 | 22 | 23 | 32 | 37 | uit |

#### NederlandseDaverende 30
| Positie: | 21 | 19 | uit |

#### NPO Radio 2 Top 2000
| Nummer met noteringen in de NPO Radio 2 Top 2000 | '05  | '06-'09 | '10  |
| ------------------------------------------------ | ---- | ------- | ---- |
| Don't you worry 'bout a thing                    | 1971 | -       | 1736 |

1. ↑  Een '-' betekent dat het nummer niet was genoteerd en een vetgedrukt getal geeft de hoogste notering aan.
2. ↑  2005 was het eerste jaar met een notering voor dit nummer.
3. ↑  Deze tabel is bijgewerkt tot en met de laatste editie (2024).

## Incognito
Incognito zong hun versie zonder het intro, maar kreeg toch een hitje in Europa.

### Hitnotering
Incognito stond met hun versie wel in de Britse hitparade. Zes weken met plaats 19 als hoogste notering was hun deel.

#### Nederlandse Top 40
| Positie: | 31 | 20 | 14 | 7 | 6 | 8 | 15 | 25 | 38 | uit |

#### NederlandseNationale Hitparade top 100
| Positie: | 98 | 75 | 55 | 33 | 19 | 15 | 7 | 6 | 11 | 17 | 28 | 43 | 67 | 90 | uit |

#### BelgischeBRT Top 30
| Positie: | 28 | uit |

#### VlaamseUltratop 30
| Positie: | 45 | 36 | 33 | 33 | 39 | 30 | 40 | uit |

#### NPO Radio 2 Top 2000
Don't you worry 'bout a thing stond alleen in 1999 in de NPO Radio 2 Top 2000, op plek 1608.